# Ouro Branco (marca)
Ouro Branco é uma marca usada para bombons de chocolate ao leite coberto com chocolate branco. O chocolate Ouro Branco foi lançado em 1962 pela empresa Lacta.